# Horch 8

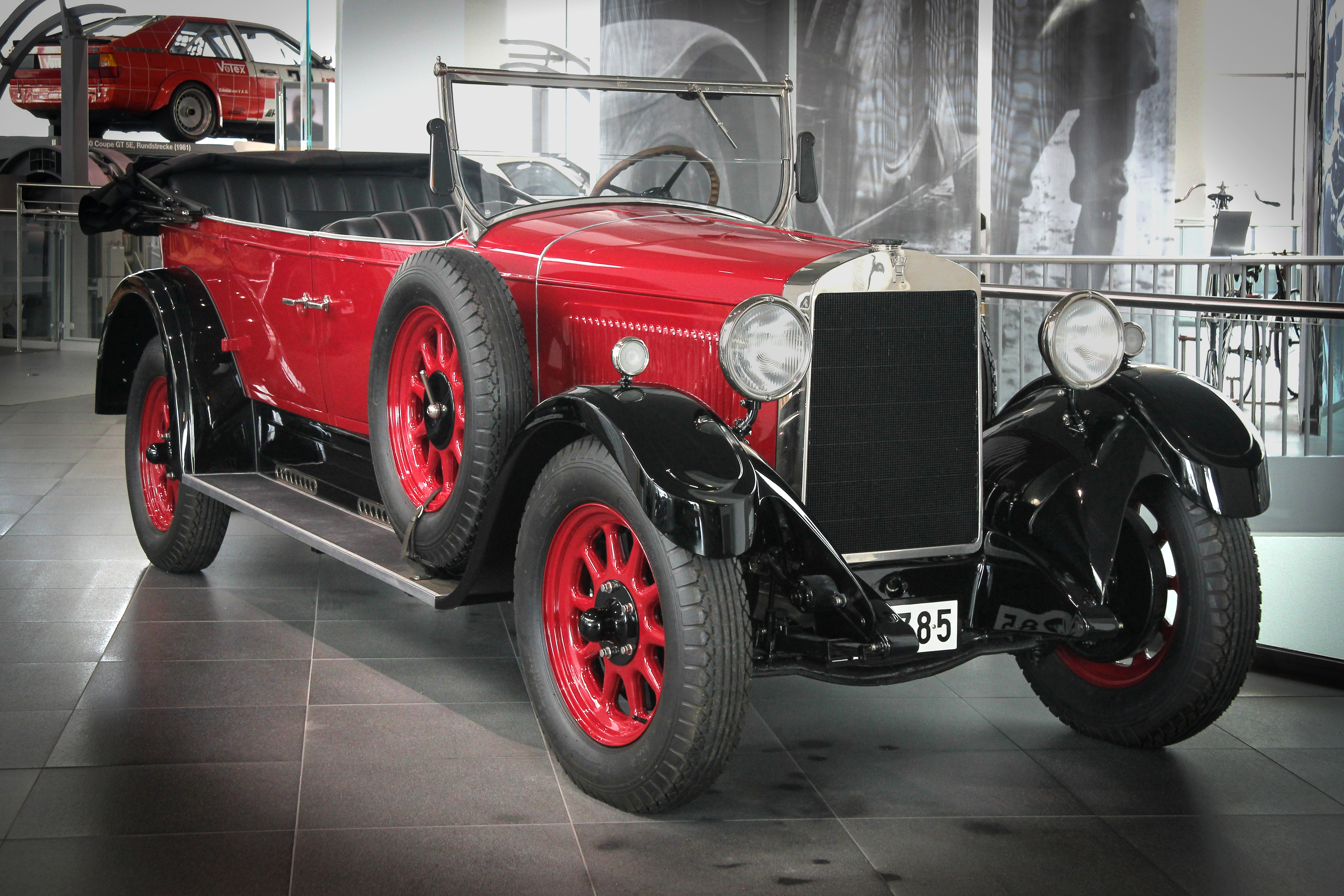
Horch 8 Typ 303 (1927) im museum mobile

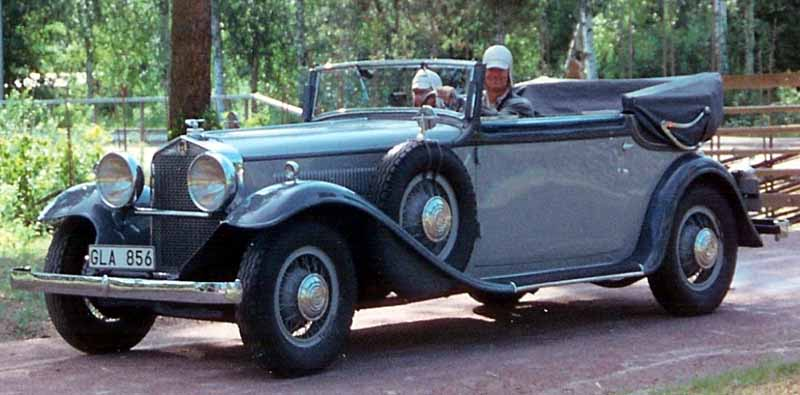
Horch 8 Typ 470 Cabriolet (1931)

Die Horch 8 sind Pkw der Oberklasse mit Achtzylinder-Reihenmotoren, die  von 1926 bis 1935 bei der Horchwerke AG (ab Juni 1932 Werk Horch der Auto Union AG) in Zwickau hergestellt wurden. Als erstes deutsches Serienfahrzeug hatte das 1926 vorgestellte Modell Horch 12/60 PS (Typ 303) einen Achtzylindermotor und die Saugluft (Vakuum)-unterstützte Bosch-Dewandre-Servobremse.

## Modellgeschichte
Horch-Chefkonstrukteur Paul Daimler, der als Technischer Direktor der Argus Motoren Gesellschaft in Berlin auch für das Zwickauer Werk tätig war (Anm.: Argus-Inhaber Moritz Straus hielt ab Anfang der 1920er Jahre auch die Aktienmehrheit von Horch; ab 1929 war Horch vollständig in seinem Besitz), schuf zunächst einen 3,2-Liter-Motor mit zwei obenliegenden Nockenwellen (DOHC), die von einer Königswelle angetrieben wurden. Die paarweise zusammengefassten Zylinder ermöglichten fünf groß dimensionierte Kurbelwellenlager.
Der Horch 303 mit 60 PS Leistung war erster Typ der Reihe und Nachfolger des 2,6-Liter-Vierzylinders Horch 10/50 PS (10 M 25). Über ein Vierganggetriebe mit Schalthebel in der Wagenmitte wurden die Hinterräder angetrieben. Ein sechssitziger Tourenwagen, eine Pullman-Limousine und ein Pullman-Cabriolet wurden angeboten. 1927 erschien der Typ 304 mit kurzem Fahrgestell als Cabriolet. Noch im selben Jahr wurden beide Modelle durch die Typen 305 und 306 mit auf 3,4 Liter Hubraum vergrößertem Motor mit 65 PS abgelöst.
1928 erhielten die Fahrzeuge einen 4-Liter-Motor mit 80 PS Leistung. Bis 1930 hießen die Wagen Typ 350 und Typ 375; bis 1931 nannten sie sich Typ 400, beziehungsweise Typ 405. Zum Pariser Autosalon 1930 wurden zwei Modelle ausgestellt: der Horch 400 mit 80 PS starkem 4-Liter-DOHC-Motor sowie die siebensitzige Pullman-Limousine Horch 500 mit dem neuen 5-Liter-OHC-Motor (100 PS, eine Nockenwelle).
Nach dem Ausscheiden Paul Daimlers 1929 wurde angesichts der Weltwirtschaftskrise der aufwendige Motor mit den zwei Nockenwellen durch eine vereinfachte Konstruktion ersetzt. Die Horch-Motorenentwicklung wurde wieder ins Zwickauer Werk verlegt. Der dort von Daimler-Nachfolger Fritz Fiedler neu konstruierte Achtzylinder hatte nur noch eine Nockenwelle mit Königswellenantrieb; zur Schwingungsdämpfung war die Kurbelwelle nun zehnfach gelagert. Als „Sparmodell“ war 1931/32 der Typ 430 mit 3 Liter Hubraum und 65 PS im Programm. Daneben gab es aber auch weiterhin Fahrzeuge mit 4 Liter Hubraum und 80 PS: den Typ 410 und Typ 440 (ab 1932 Typ 710 genannt). Zusätzlich fertigte man auch größere Modelle mit 4,5 Litern Hubraum und 90 PS, den Typ 420, Typ 450 und Typ 470 (ab 1932 Typ 720, Typ 750 und Typ 750 B). Die Spitze des Angebotes stellten die Ausführungen mit 5 Liter Hubraum und 100 PS dar. Sie hießen Typ 480 und Typ 500/500 A (ab 1932 Typ 500 B, Typ 780 und Typ 780 B).
Bis 1935 entstanden rund 12.000 Wagen. Nachfolger waren die Horch 850/951 mit Achtzylinder-Reihenmotoren und die bereits 1933 vorgestellten Horch 830/930 mit V8-Motoren. Der 25.000. Horch-Achtzylinder wurde am 25. Juli 1937 feierlich in Zwickau ausgeliefert.

## Technische Daten im Vergleich

### Typen 303, 304, 305, 306 und 350
|                       | 303 (12/60 PS)                         | 304 (12/60 PS)                         | 305 (13/65 PS)                         | 306 (13/65 PS)                         | 350 (16/80 PS)                         |
| --------------------- | -------------------------------------- | -------------------------------------- | -------------------------------------- | -------------------------------------- | -------------------------------------- |
| Baujahre              | 1926–1927                              | 1927                                   | 1927–1928                              | 1927–1928                              | 1928–1930                              |
| Aufbauten             | T6, PL4, PC4                           | Cb2, R2                                | T6, PL4, PC4                           | L2, Cb2, R2                            | PL4, PC4, Cb2                          |
| Motor                 | Reihen-Achtzylinder-Viertakt-Ottomotor | Reihen-Achtzylinder-Viertakt-Ottomotor | Reihen-Achtzylinder-Viertakt-Ottomotor | Reihen-Achtzylinder-Viertakt-Ottomotor | Reihen-Achtzylinder-Viertakt-Ottomotor |
| Ventilsteuerung       | obengesteuert (DOHC) mit Königswelle   | obengesteuert (DOHC) mit Königswelle   | obengesteuert (DOHC) mit Königswelle   | obengesteuert (DOHC) mit Königswelle   | obengesteuert (DOHC) mit Königswelle   |
| Bohrung × Hub         | 65 mm × 118 mm                         | 65 mm × 118 mm                         | 67,5 mm × 118 mm                       | 67,5 mm × 118 mm                       | 73 mm × 118 mm                         |
| Hubraum               | 3132 cm³                               | 3132 cm³                               | 3378 cm³                               | 3378 cm³                               | 3950 cm³                               |
| Nennleistung          | 60 PS (44,1 kW)                        | 60 PS (44,1 kW)                        | 65 PS (47,8 kW)                        | 65 PS (47,8 kW)                        | 80 PS (58,8 kW)                        |
| Verbrauch             | 17 l/100 km                            | 17 l/100 km                            | 17 l/100 km                            | 17 l/100 km                            | 19 l/100 km                            |
| Höchstgeschwindigkeit | 100 km/h                               | 100 km/h                               | 100 km/h                               | 100 km/h                               | 100 km/h                               |
| Leergewicht           | 1890–1950 kg                           | 1800 kg                                | 1890–1950 kg                           | 1800 kg                                | 1920–2100 kg                           |
| zul. Gesamtgewicht    | 2540–2600 kg                           | 2450 kg                                | 2540–2600 kg                           | 2450 kg                                | 2540–2750 kg                           |
| Bordspannung          | 12 Volt                                | 12 Volt                                | 12 Volt                                | 12 Volt                                | 12 Volt                                |
| Länge                 | 4700 mm                                | 4400 mm                                | 4700 mm                                | 4400 mm                                | 4720–5000 mm                           |
| Breite                | 1765 mm                                | 1765 mm                                | 1765 mm                                | 1765 mm                                | 1765 mm                                |
| Höhe                  | 1900 mm                                | 1900 mm                                | 1900 mm                                | 1900 mm                                | 1900 mm                                |
| Radstand              | 3450 mm                                | 3160 mm                                | 3450 mm                                | 3160 mm                                | 3160–3450 mm                           |
| Spur vorne/hinten     | 1425 mm/1414 mm                        | 1425 mm/1414 mm                        | 1425 mm/1414 mm                        | 1425 mm/1414 mm                        | 1425 mm/1414 mm                        |
| Wendekreis            | 14,5 m                                 | 13,5 m                                 | 14,5 m                                 | 13,5 m                                 | 13,5–14,5 m                            |

### Typen 375, 400, 405, 430 und 410
|                       | 375 (16/80 PS)                         | 400 (16/80 PS)                         | 405 (16/80 PS)                         | 430 3 Liter                            | 410 4 Liter                            |
| --------------------- | -------------------------------------- | -------------------------------------- | -------------------------------------- | -------------------------------------- | -------------------------------------- |
| Baujahre              | 1929–1930                              | 1930–1931                              | 1930–1931                              | 1931–1932                              | 1931–1933                              |
| Aufbauten             | T6, PL4, PC4, Cb2                      | L4, Cb2                                | PL4                                    | L4, Cb2                                | L4, Cb2, Cb4                           |
| Motor                 | Reihen-Achtzylinder-Viertakt-Ottomotor | Reihen-Achtzylinder-Viertakt-Ottomotor | Reihen-Achtzylinder-Viertakt-Ottomotor | Reihen-Achtzylinder-Viertakt-Ottomotor | Reihen-Achtzylinder-Viertakt-Ottomotor |
| Ventilsteuerung       | obengesteuert (DOHC) mit Königswelle   | obengesteuert (DOHC) mit Königswelle   | obengesteuert (DOHC) mit Königswelle   | obengesteuert (DOHC) mit Königswelle   | obengesteuert (DOHC) mit Königswelle   |
| Bohrung × Hub         | 73 mm × 118 mm                         | 73 mm × 118 mm                         | 73 mm × 118 mm                         | 71-72,5 mm × 95 mm                     | 82 mm × 95 mm                          |
| Hubraum               | 3950 cm³                               | 3950 cm³                               | 3950 cm³                               | 3009–3137 cm³                          | 4014 cm³                               |
| Nennleistung          | 60 PS (44,1 kW)                        | 60 PS (44,1 kW)                        | 60 PS (44,1 kW)                        | 60 PS (44,1 kW)                        | 60 PS (44,1 kW)                        |
| Verbrauch             | 19 l/100 km                            | 19 l/100 km                            | 19 l/100 km                            | 18 l/100 km                            | 19 l/100 km                            |
| Höchstgeschwindigkeit | 100 km/h                               | 100 km/h                               | 100 km/h                               | 100 km/h                               | 105 km/h                               |
| Leergewicht           | 2200 kg                                | 1760–1850 kg                           | 2000 kg                                | 1850 kg                                | 1850 kg                                |
| zul. Gesamtgewicht    | 2800 kg                                | 2380–2470 kg                           | 2850 kg                                | 2380 kg                                | 2380 kg                                |
| Bordspannung          | 12 Volt                                | 12 Volt                                | 12 Volt                                | 12 Volt                                | 12 Volt                                |
| Länge                 | 5250 mm                                | 4720 mm                                | 5010 mm                                | 4720 mm                                | 4720 mm                                |
| Breite                | 1800 mm                                | 1750 mm                                | 1750 mm                                | 1750 mm                                | 1750 mm                                |
| Höhe                  | 1820 mm                                | 1760 mm                                | 1760 mm                                | 1760 mm                                | 1760 mm                                |
| Radstand              | 3450 mm                                | 3160 mm                                | 3450 mm                                | 3160 mm                                | 3160 mm                                |
| Spur vorne/hinten     | 1462 mm/1490 mm                        | 1434 mm/1477 mm                        | 1434 mm/1477 mm                        | 1434 mm/1477 mm                        | 1434 mm/1477 mm                        |
| Wendekreis            | 14,5 m                                 | 13,5 m                                 | 14,5 m                                 | 13,5 m                                 | 13,5 m                                 |

### Typen 440, 710, 420, 450 und 470
|                       | 440 4 Liter                            | 710 4 Liter                            | 420 4,5 Liter                          | 450 4,5 Liter                          | 470 4,5 Liter                          |
| --------------------- | -------------------------------------- | -------------------------------------- | -------------------------------------- | -------------------------------------- | -------------------------------------- |
| Baujahre              | 1931–1932                              | 1932–1933                              | 1931–1932                              | 1931–1932                              | 1931–1932                              |
| Aufbauten             | PL4                                    | Cb2, Cb4                               | L4, Cb2, Cb4                           | PL4, PC4, Cb4                          | Cb2                                    |
| Motor                 | Reihen-Achtzylinder-Viertakt-Ottomotor | Reihen-Achtzylinder-Viertakt-Ottomotor | Reihen-Achtzylinder-Viertakt-Ottomotor | Reihen-Achtzylinder-Viertakt-Ottomotor | Reihen-Achtzylinder-Viertakt-Ottomotor |
| Ventilsteuerung       | obengesteuert (OHC) mit Königswelle    | obengesteuert (OHC) mit Königswelle    | obengesteuert (OHC) mit Königswelle    | obengesteuert (OHC) mit Königswelle    | obengesteuert (OHC) mit Königswelle    |
| Bohrung × Hub         | 82 mm × 95 mm                          | 82 mm × 95 mm                          | 87 mm × 95 mm                          | 87 mm × 95 mm                          | 87 mm × 95 mm                          |
| Hubraum               | 4014 cm³                               | 4014 cm³                               | 4517 cm³                               | 4517 cm³                               | 4517 cm³                               |
| Nennleistung          | 80 PS (58,8 kW)                        | 80 PS (58,8 kW)                        | 90 PS (66,2 kW)                        | 90 PS (66,2 kW)                        | 90 PS (66,2 kW)                        |
| Verbrauch             | 19 l/100 km                            | 19 l/100 km                            | 20 l/100 km                            | 20 l/100 km                            | 20 l/100 km                            |
| Höchstgeschwindigkeit | 100 km/h                               | 110 km/h                               | 115 km/h                               | 115 km/h                               | 115 km/h                               |
| Leergewicht           | 1920 kg                                | 2000 kg                                | 1850 kg                                | 1920 kg                                | 2000 kg                                |
| zul. Gesamtgewicht    | 2570 kg                                | 2560 kg                                | 2380 kg                                | 2570 kg                                | 2560 kg                                |
| Bordspannung          | 12 Volt                                | 12 Volt                                | 12 Volt                                | 12 Volt                                | 12 Volt                                |
| Länge                 | 5000 mm                                | 5100 mm                                | 4720 mm                                | 5000 mm                                | 5000 mm                                |
| Breite                | 1750 mm                                | 1820 mm                                | 1750 mm                                | 1750 mm                                | 1750 mm                                |
| Höhe                  | 1760 mm                                | 1650 mm                                | 1760 mm                                | 1760 mm                                | 1650 mm                                |
| Radstand              | 3450 mm                                | 3450 mm                                | 3160 mm                                | 3450 mm                                | 3450 mm                                |
| Spur vorne/hinten     | 1434 mm/1477 mm                        | 1434 mm/1477 mm                        | 1434 mm/1477 mm                        | 1434 mm/1477 mm                        | 1434 mm/1477 mm                        |
| Wendekreis            | 14,5 m                                 | 14,5 m                                 | 13,5 m                                 | 14,5 m                                 | 14,5 m                                 |

### Typen 720/750/750B, 480, 500/500A, 780/780B und 500B

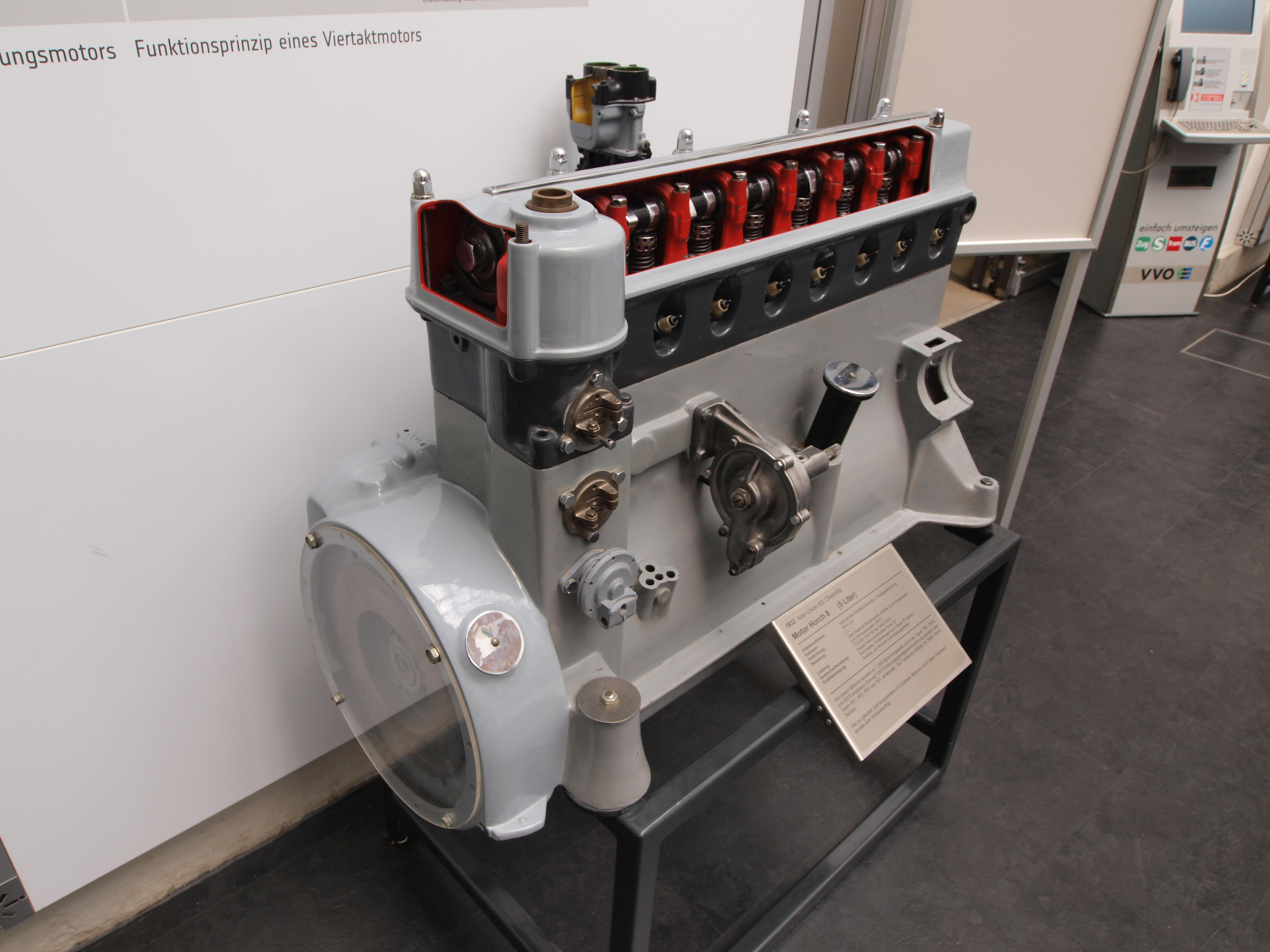
5-Liter-Motor (100 PS) von 1932 im Verkehrsmuseum Dresden.

|                       | 720/750/750B 4,5 Liter                 | 480 5 Liter                            | 500/500A 5 Liter                       | 780/780B 5 Liter                       | 500B 5 Liter                           |
| --------------------- | -------------------------------------- | -------------------------------------- | -------------------------------------- | -------------------------------------- | -------------------------------------- |
| Baujahre              | 1932–1935                              | 1931–1932                              | 1930–1932                              | 1932–1935                              | 1932–1934                              |
| Aufbauten             | T6, PL4, PC4, Cb2, Cb4                 | Cb4                                    | PL4, PC4                               | Cb2, Cb4                               | T6, PL4, PC4                           |
| Motor                 | Reihen-Achtzylinder-Viertakt-Ottomotor | Reihen-Achtzylinder-Viertakt-Ottomotor | Reihen-Achtzylinder-Viertakt-Ottomotor | Reihen-Achtzylinder-Viertakt-Ottomotor | Reihen-Achtzylinder-Viertakt-Ottomotor |
| Ventilsteuerung       | obengesteuert (OHC) mit Königswelle    | obengesteuert (OHC) mit Königswelle    | obengesteuert (OHC) mit Königswelle    | obengesteuert (OHC) mit Königswelle    | obengesteuert (OHC) mit Königswelle    |
| Bohrung × Hub         | 87 mm × 95 mm                          | 87 mm × 104 mm                         | 87 mm × 104 mm                         | 87 mm × 104 mm                         | 87 mm × 104 mm                         |
| Hubraum               | 4517 cm³                               | 4944 cm³                               | 4944 cm³                               | 4944 cm³                               | 4944 cm³                               |
| Nennleistung          | 90 PS (66,2 kW)                        | 100 PS (73,5 kW)                       | 100 PS (73,5 kW)                       | 100 PS (73,5 kW)                       | 100 PS (73,5 kW)                       |
| Verbrauch             | 20 l/100 km                            | 22 l/100 km                            | 23 l/100 km                            | 23 l/100 km                            | 24 l/100 km                            |
| Höchstgeschwindigkeit | 120 km/h                               | 120 km/h                               | 120 km/h                               | 125 km/h                               | 120 km/h                               |
| Leergewicht           | 2100 kg                                | 1950 kg                                | 2250 kg                                | 2100 kg                                | 2250 kg                                |
| zul. Gesamtgewicht    | 2700 kg                                | 2610 kg                                | 3000 kg                                | 2750 kg                                | 2950 kg                                |
| Bordspannung          | 12 Volt                                | 12 Volt                                | 12 Volt                                | 12 Volt                                | 12 Volt                                |
| Länge                 | 5100 mm                                | 5000 mm                                | 5150 mm                                | 5100 mm                                | 5550 mm                                |
| Breite                | 1820 mm                                | 1750 mm                                | 1800 mm                                | 1820 mm                                | 1820 mm                                |
| Höhe                  | 1720 mm                                | 1650 mm                                | 1760 mm                                | 1650 mm                                | 1720 mm                                |
| Radstand              | 3450 mm                                | 3450 mm                                | 3450 mm                                | 3450 mm                                | 3750 mm                                |
| Spur vorne/hinten     | 1434 mm/1477 mm                        | 1434 mm/1477 mm                        | 1434 mm/1477 mm                        | 1470 mm/1500 mm                        | 1470 mm/1500 mm                        |
| Wendekreis            | 14,5 m                                 | 14,5 m                                 | 14,5 m                                 | 14,5 m                                 | 16,5 m                                 |

- T6 = 6-sitziger Tourenwagen
- L2 = 2-türige Limousine
- L4 = 4-türige Limousine
- PL4 = 4-türige Pullman-Limousine
- PC4 = 4-türiges Pullman-Cabriolet
- Cb2 = 2-türiges Cabriolet
- Cb4 = 4-türiges Cabriolet
- R2 = 2-türiger Roadster